# Río Caquetá
Le río Caquetá (Colombie) ou rio Japurá (Brésil) est une rivière importante de l'Amazonie, de 2 420 km de longueur, et un affluent de l'Amazone qui porte à cet endroit le nom de rio Solimões. Il s'agit du 5e affluent du système amazonien par sa longueur et le 3e pour son débit (18 620 m3/s) d'autant plus remarquable que son bassin n'est pas très étendu. Au confluent, il augmente d'un quart le volume du fleuve. Il s'y déplace autant d'eau que dans le Mississippi (pour un bassin versant 12 fois moins vaste) parce qu'il draine la partie la plus arrosée du bassin amazonien.

## Géographie
Le Caquetá naît dans la Cordillère des Andes en Colombie à 10 kilomètres à peine à l'ouest de la source du río Magdalena, dans le páramo de las Papas. Cette région constitue la partie la plus au nord de l'immense arc montagneux qui envoie la totalité de ses eaux vers le bassin amazonien sur 3 000 km.
Dans son cours supérieur, il coule du nord vers le sud jusqu'aux environs de Mocoa. A 15 kilomètres au sud-est de cette ville, à hauteur de Puerto Límon, il est déjà navigable jusqu'aux premiers rapides; son cours s'incurve vers l'est-sud-est, puis vers l'est. Il pénètre dans la dense forêt amazonienne en délimitant la frontière entre les départements colombiens de Putumayo et de Caquetá. Il reçoit les eaux du río Orteguaza qui est aussi large que lui, près de la localité de Tres Esquinas, et 3 km en amont de la petite ville de Soldano. Peu avant de pénétrer dans le département colombien d'Amazonas, il reçoit les eaux abondantes du río Caguán.
Il délimite également la frontière entre les départements de Caquetá et d'Amazonas, dans un parcours émaillé de rapides et de cascades.
Près des hauteurs de Munoir, il forme les imposants rapides de Araracuara, et reçoit les eaux d'un grand affluent aux « eaux noires » : le río Yarí.
Il conflue encore avec l'abondant río Apaporis, lui aussi aux « eaux noires », à Vila Bittencourt (ou Japurá). Il pénètre simultanément au Brésil sous le nom de rio Japurá. Sa largeur varie alors de 1 500 mètres à 3 kilomètres. Au Brésil, il reçoit le rio Purus, lui aussi transfrontalier, puis le rio Auati Paraná et le rio Paraná Mirim Pirajuana, ce dernier étant parfois considéré comme un bras secondaire, voire un bras mort, de la rivière.
Sa charge alluvionnaire est importante comme celle de tous les cours d'eau qui descendent de la Cordillère des Andes. Le Caquetá-Japurá est une rivière à "eaux blanches", encombrée d'une multitude d'îles fluviales. Il dépose une partie de ses sédiments en rejoignant le rio Solimões sur sa rive gauche. C'est pourquoi son embouchure est complexe et s'étale sur plusieurs centaines de kilomètres. Il reçoit d'abord une large bifurcation du rio Solimões, puis se jette dans ce dernier par une embouchure principale qui se situe presque en face de la ville de Tefé. Mais un défluent, le Paraná Copea poursuit un parcours très sinueux et rejoint le rio Solimões 300 km en aval. Ce confluent multiple (qui ressemble à un delta très allongé) complique la mesure de la longueur du Japurá qui varie de 2 200 à 2 800 km selon les méthodes utilisées pour la déterminer et l'embouchure choisie.
Par ailleurs, les limites entre les bassins des autres affluents et sous-affluents du système amazonien sont indécises dans cette région inondable, plate et marécageuse, parsemée de lacs dont le lac Amaña (40 km de longueur). Certains affluents du Japurá naissent tout près du rio Solimões (rio Auati Paraná), et certains affluents du rio Negro naissent tout près du Japurá (rio Uneiuxi, río Cuyuní, rio Unini), des connexions et bifurcations sont probables pendant les crues.

## Principaux affluents
- río Apaporís (1 370 km avec le río Tunia, 54 310 km2, 3 900 m3/s, très sinueux)
- rio Auati Paraná (330 km, 2 900 km2, 180 m3/s)
- río Bernardo (130 km, 3 200 km2, 200 m3/s)
- río Caguán (630 km, 14 500 km2, 1 090 m3/s)
- río Cahuinari (550 km, 15 500 km2, 980 m3/s)
- río Cuemani (170 km, 200 m3/s)
- río Mecaya (210 km, 4 600 km2)
- río Miriti Paraná (320 km, 8 900 km2, 570 m3/s)
- río Orteguaza (210 km, 9 950 km2, 980 m3/s)

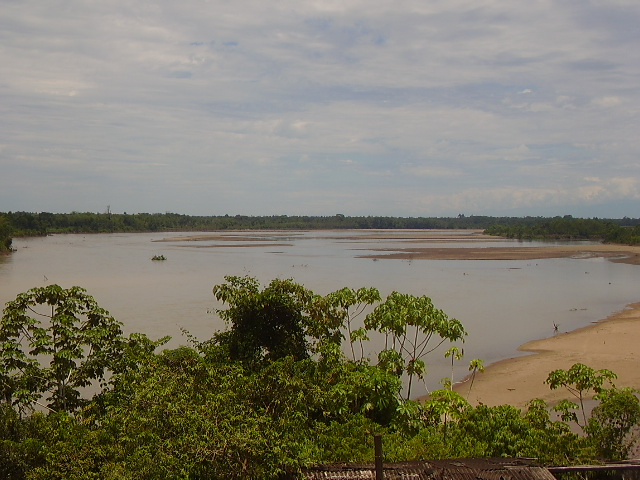
Le río Caquetá-Japurá.

- rio Paraná Mirim Pirajuana (210 km)
- río Puré (370 km, 8 630 km2, 540 m3/s)
- río Yarí (620 km, 31 650 km2, 2 360 m3/s)

## Navigabilité
Bien que ce soit un cours d'eau abondant, long et large, l'existence tout au long de son cours de nombreux rapides l'empêche de jouer un rôle important pour la navigation. Son voisin le río Putumayo, qui suit un cours parallèle plus au sud, est beaucoup plus praticable. Il est cependant largement utilisé pour la navigation et le trafic locaux sur les sections situées entre les rapides.

## Les débits mensuels à Acanaui
Le débit de la rivière a été observé pendant 21 ans (1973-1993) à Acanaui (près d'Abunaí), localité brésilienne de l'état d'Amazonas située peu en amont de son débouché principal dans le fleuve Amazone mais qui, de ce fait, n'intègre pas le bassin du bras secondaire Paraná Copea
À Acanaui, le débit annuel moyen ou module observé sur cette période était de 13 915 m3/s pour un bassin versant de 242 259 km2.
La lame d'eau écoulée dans l'ensemble du bassin atteint ainsi le chiffre important de 1,811 millimètres par an.

## Musique
Japura River - compositeur Philip Glass pour le groupe brésilien Uakti Album Águas da Amazônia
Ce titre est également adapté et interprété par le quatuor de guitares français Ophris Album Cartello